# Syzygium blumei
Syzygium blumei är en myrtenväxtart som först beskrevs av Ernst Gottlieb von Steudel, och fick sitt nu gällande namn av Elmer Drew Merrill och Lily May Perry. Syzygium blumei ingår i släktet Syzygium och familjen myrtenväxter. Inga underarter finns listade i Catalogue of Life.